# Taosa suturalis
Taosa suturalis är en insektsart som först beskrevs av Ernst Friedrich Germar 1830.  Taosa suturalis ingår i släktet Taosa och familjen Dictyopharidae. Inga underarter finns listade i Catalogue of Life.